# Notaspidea
Die Einteilung der Lebewesen in Systematiken ist kontinuierlicher Gegenstand der Forschung. So existieren neben- und nacheinander verschiedene systematische Klassifikationen. 
Das hier behandelte Taxon ist durch neue Forschungen obsolet geworden oder ist aus anderen Gründen nicht Teil der in der deutschsprachigen Wikipedia dargestellten Systematik.

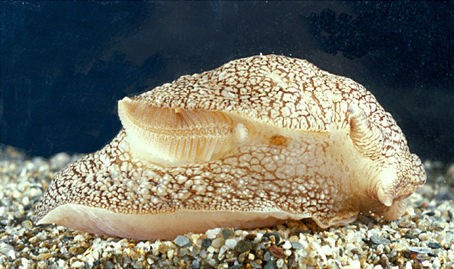
Pleurobranchaea meckelii, aktuell Überfamilie Pleurobranchoidea, Familie Pleurobranchidae

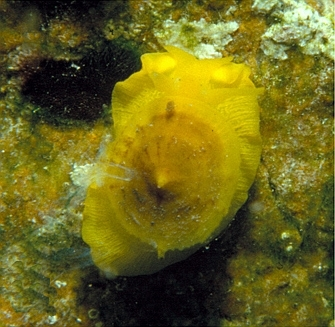
Tylodina perversa, aktuell Überfamilie Umbraculoidea, Familie Tylodinidae

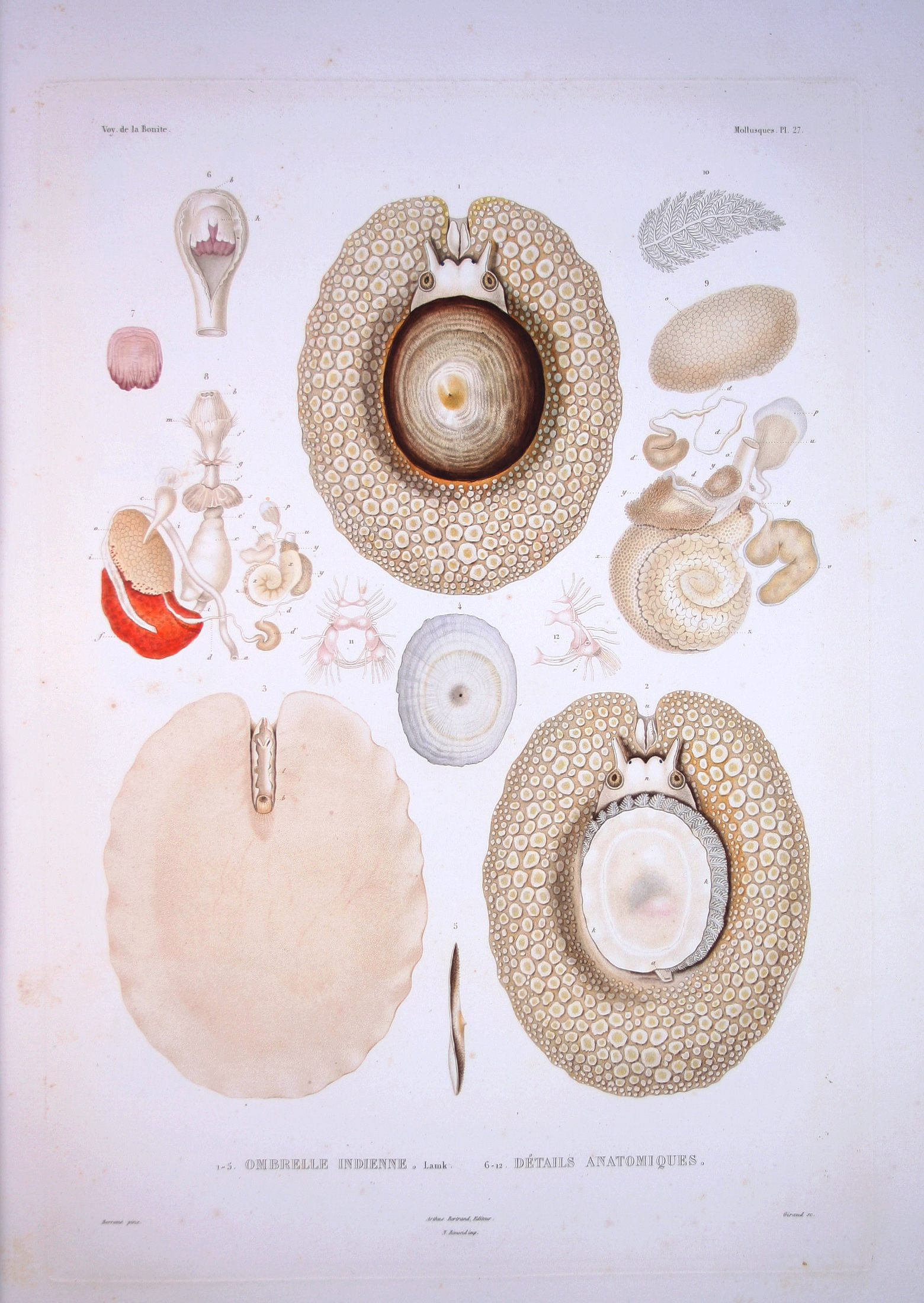
Umbraculum umbraculum, aktuell Überfamilie Umbraculoidea, Familie Umbraculidae

In der Unterordnung Notaspidea (griechisch νῶτον: Rücken, άσπις: Schild) oder Pleurobranchacea (πλευρά: Seite, Flanke, βράγχια: Kiemen), deutsch Flankenkiemer oder Seitenkiemer, auch Rückenschildschnecken, einer heterogenen Gruppe der Hinterkiemerschnecken, wurden sowohl gehäusetragende Schnecken als auch Nacktschnecken zusammengefasst. Das für die deutsche Bezeichnung namensgebende Merkmal ist eine externe rechte Kieme. Das Taxon entfällt in der Systematik von Bouchet & Rocroi (2005).

## Merkmale

### Anatomie
Charakteristika der Flankenkiemer sind eine externe Federkieme (Cteniden) auf der rechten Seite, eine flache Schale sowie eingerollte Rhinophoren. Die Schnecken der Familien Tylodinidae und Umbraculidae, die äußerlich an die nicht verwandten Napfschnecken erinnern und deshalb auch „falsche Nacktschnecken“ genannt werden, weisen große äußere Schalen und einen kleinen Mantel auf. Bei der Familie Pleurobranchidae kehren sich die Verhältnisse um: Sie haben eine deutlich sichtbaren Mantel und eine innere Schale.
Die Schale ist ein Produkt evolutionärer Rückbildung und kann im Erwachsenenstadium sogar vollständig fehlen.

### Ernährung
Ausgewachsene Flankenkiemer sind Fleisch- oder Aasfresser.

### Schutzmechanismen
Viele Arten produzieren giftige Hautsekrete zur Selbstverteidigung.

## Systematik
Das Taxon Notaspidea wurde 1883 vom französischen Zoologen Paul Henri Fischer aufgestellt, der hierbei die beiden Familien Pleurobranchidae Menke, 1828 (Meeresnacktschnecken mit rechts liegender äußerer gefiederter Kieme) und Tylodinidae Gray, 1847 (Meeresschnecken mit napfschneckenähnlichem Gehäuse und rechts liegender äußerer gefiederter Kieme) zusammenfasste. Diese Gruppe wurde auch von Johannes Thiele (1929–1935) in seine bis in die 1990er-Jahre anerkannte Taxonomie der Schnecken übernommen. Die Monophylie der Gruppe wurde 1985 von Luise Schmekel angezweifelt und seitdem auch von mehreren anderen Autoren verworfen. Das kennzeichnende Merkmal, die Federkieme auf der rechten Körperseite, wurde nunmehr als Plesiomorphie und das Taxon als paraphyletische Gruppe angesehen. Jedoch tauchen die Notaspidea noch in der Systematik von Ponder & Lindberg (1997) auf, in welcher sie die Familien Pleurobranchidae Menke, 1828, Tylodinidae Gray, 1847 und Umbraculidae Dall, 1889 umfassen. Bouchet & Rocroi (2005) verwerfen die Gruppe in der heute akzeptierten Systematik der Schnecken, die auf molekulargenetischen Untersuchungen basiert, und stellen die zwei zuvor zusammengefassten Gruppen in unterschiedliche Taxa innerhalb der Hinterkiemer. Die Umbraculoidea, welche die Umbraculidae und Tylodinidae umfassen, sind hiernach eine Schwestergruppe der Cephalaspidea, mit denen sie zu den Euopisthobranchia zählen, während die Pleurobranchidae mit den Nacktkiemern, ihrer Schwestergruppe, die Nudipleura bilden.

### Aktuelle Systematik nach Bouchet & Rocroi (2005)
In der Systematik von Bouchet & Rocroi (2005) wurde das Taxon Notaspidea ausgemustert.
Die Familien der Notaspidea gingen in den neuen Claden Nudipleura (H. Wägele & R. C. Willan, 2000), Umbraculida (W. H. Dall, 1889) und den neuen Überfamilien Pleurobranchoidea (J. E.Gray, 1827), Umbraculoidea (W. H. Dall, 1889) auf. Die Überfamilien wurden der Konsistenz halber eingeführt und den Entdeckern der namensgebenden Familien zugeschrieben.
- Klasse Gastropoda G. Cuvier, 1797
  - Clade Heterobranchia J. E. Gray, 1840
    - informelle Gruppe Opisthobranchia H. Milne Edwards, 1848
      - Clade Aplysiomorpha P. H. Fischer, 1883
      - Clade Cephalaspidea P. H. Fischer, 1883
      - Clade Gymnosomata H. M. D. de Blainville, 1824
      - Clade Nudipleura H. Wägele & R. C. Willan, 2005
        - Überfamilie Nudibranchia H. M. D. de Blainville, 1814
        - Überfamilie Pleurobranchoidea J. E. Gray, 1827
          - Familie Pleurobranchidae J. E. Gray, 1827

      - Clade Sacoglossa H. von Ihering, 1876
      - Clade Thecosomata H. M. D. de Blainville, 1824
      - Clade Umbraculida W. H. Dall, 1889 (1827)
        - Überfamilie Umbraculoidea W. H. Dall, 1889 (1827)
          - Familie Tylodinidae J. E. Gray, 1847
          - Familie Umbraculidae W. H. Dall, 1889 (1827)

      - Gruppe Acochlidiacea P. Bouchet & D.R. Lindberg, 2005
      - Gruppe Cylindrobullida J. Thiele, 1931 (Baba, 1966)

### Alte Systematik nach Ponder & Lindberg (1997)
- Klasse Gastropoda G. Cuvier, 1797
  - Unterklasse Orthogastropoda W. F. Ponder & D. R. Lindberg, 1995
    - Teilklasse Apogastropoda L. Salvini-Plawen & G. Haszprunar, 1987
      - Überordnung Heterobranchia J. E. Gray, 1840
        - Gruppe Euthyneura J. W. Spengel, 1881
          - Ordnung Opisthobranchia H. Milne Edwards 1848
            - Unterordnung Notaspidea P. H. Fischer, 1883
              - Familie Pleurobranchidae J. E. Gray, 1827
              - Familie Tylodinidae J. E. Gray, 1847
              - Familie Umbraculidae W. H. Dall, 1889[7]